# Hipercalculia

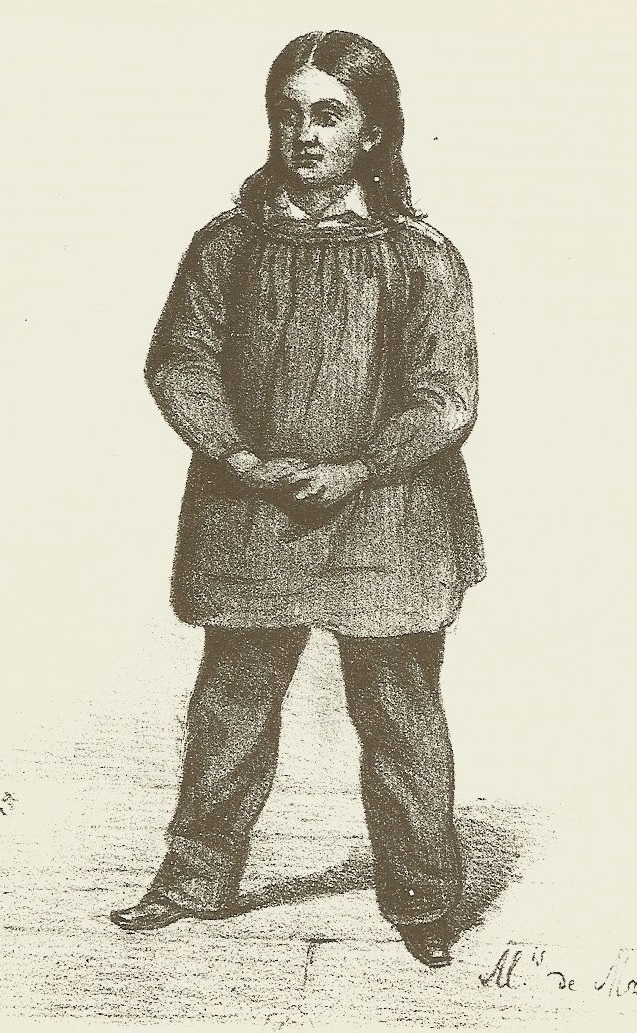
Henri Mondeux (1826-1861) calculador mental francês, conhecido por sua hipercalculia

Hipercalculia é uma condição neuropsicológica, designada pelo alto nível e desenvoltura com cálculos matemáticos, inclusivamente por ser antagônica à acalculia (incapacidade de realizar cálculos mentais).

## Etimologia
"Hipercalculia" é composto por hiper- (prefixo grego: hupér, designa um grau elevado), e -calculia (termo latino: calculus, designa contar). Em suma, significa grau elevado em contar.